# Imana
Imana is een bestuurslaag in het regentschap Nias Barat van de provincie Noord-Sumatra, Indonesië. Imana telt 36 inwoners (volkstelling 2010).